# Toonsoort
Er zijn binnen de tonaliteit, de tonale muziek, sinds de Klassieke Oudheid drie toongeslachten: het diatonische, chromatische en enharmonische. Bijv. in het diatonische toongeslacht maakt men gebruik van tetrachorden met diatonisch elkaar opvolgende secunden.
Elk toongeslacht kent verschillende toonsoorten of modi. Bijv. In de westerse tonale muziek zegeviert het diatonische toongeslacht, dat bestaat uit verschillende toonsoorten of modi zoals de gregoriaanse kerkmodi (waaronder ook de ionische die we nu gewoon majeur noemen) en mineur harmonisch (een afgeleide van de eolische door de zevende trap verhoogd), met soms een melodisch stijgende (zesde en zevende trap verhoogd) of melodisch dalende (zoals de eolische) wending. De typische eigenschappen van een toonsoort geven aan de muziek een specifiek karakter. 
We gebruiken de term toonaard om de toonladder in een bepaalde toonsoort op een absolute toon (op een toonhoogte) weer te geven. Bijv. de toonsoort majeur beginnende op de toonhoogte fa is de toonaard F majeur of Fa majeur. Men kan i.p.v. majeur ook groot of grote-tertstoonladder zeggen. Het is de aard van de stemming die het karakter bepaalt van de voortekening.

## Geschiedenis
Walter Atcherson legde in 1973 een verband tussen het verval van het modale systeem en de opkomst van het mineur-majeurstelsel in de 17e eeuw. De modi zijn in te delen in modi die als derde toon een kleine terts hebben, zoals dorisch en aeolisch, en modi die daar een grote terts hebben, zoals ionisch. Het verschil tussen een kerktoonladder/modus en een majeur- of zuivere mineurtoonladder is dus niet zo groot: je hoeft slechts 1 toon te veranderen, en in het geval van de ionische en aeolische modi helemaal niets. Het majeur- en mineursysteem en het modale systeem verschillen volgens Atcherson echter op meer punten:
- De modus heeft een "natuurlijke" plaats; bijvoorbeeld, Dorisch suggereert de reeks tonen van D tot d. Daarentegen suggereert toonsoort geen specifieke reeks tonen, maar eerder een bepaalde set intervalrelaties (majeur of mineur).
- Modi kunnen worden getransponeerd. Spreken van een molteken dat zich direct rechts van een sleutel bevindt in muziek die vóór ongeveer 1670 is geschreven, als een "toonsoortteken", is een anachronisme; het is slechts een signaal dat er transpositie heeft plaatsgevonden. Toonsoorten kunnen echter niet in theoretische zin worden getransponeerd. Beethovens "Eroica" staat in Es majeur, niet getransponeerd van C majeur.
- Modi worden over het algemeen in paren gebruikt, waarbij elke authentieke modus zijn plagale tegenhanger heeft. Toonsoorten worden natuurlijk ook in paren gebruikt, maar op een geheel andere manier dan de authentieke/plagale paren. Gedurende de laatste decennia van de zeventiende eeuw werd C majeur bijvoorbeeld vaak gecombineerd met een mineurmodus op D (zonder verlaagde b). Parallelle majeur/mineur-paren komen iets eerder voor, terwijl relatieve majeur/mineur-paren iets later voorkomen.
- Modi worden meestal beschouwd als bestaande uit reeksen van kwarten en kwinten, terwijl toonsoorten een ordening zijn van hele en halve tonen. Toch hebben toonsoorten en modi (althans voor sommige theoretici) één overeenkomst: ze staan beide optionele tonen toe. Bijvoorbeeld, een bes in F Lydisch of een F# in C majeur.
- In de kerkmodi heeft slechts één noot naast de grondtoon enige structurele betekenis, namelijk de "tenor" (dominant of repercussio). Toonsoorten kregen geleidelijk aan een hele reeks hiërarchische associaties naarmate de harmonische theorie zich ontwikkelde gedurende de achttiende en negentiende eeuw. De eerste noot naast de grondtoon die structurele betekenis kreeg, was natuurlijk de dominant; dit gebeurde al in de zeventiende eeuw. Maar de dominant van toonsoorten bevindt zich uniform gezien een kwint boven de grondtoon, terwijl de dominant van kerkmodi van positie kan variëren ten opzichte van de finalis.
- De structurele betekenis van de tenor heeft specifiek te maken met de uitvoering van psalmen en canticles, terwijl de structurele betekenis van de dominant en andere tonen in het toonsysteem te maken heeft met harmonische progressie en het toonhoogteniveau van interne cadensen.
- Modi worden over het algemeen in verband gebracht met monofone muziek; zelfs wanneer modi worden behandeld in de context van polyfone muziek, wordt polyfone muziek beschouwd als een samenvoeging van monofone lijnen. Toonsoort daarentegen wordt meestal alleen geassocieerd met polyfone muziek in muziektheorieboeken van de afgelopen drie eeuwen.

Scipione Cerreto (ca. 1551-1633) brengt de acht kerkmodi over in zijn ""della prattica musica vocale, et strumentale" (Napels, 1601) en in wat lijkt op een poging om tegemoet te komen aan het toenemende gebruik van toonsoorttekens in praktische muziek, staat Cerreto transposities van de modi toe die niet vaak voorkomen in eerdere verhandelingen. We zien twee kruisen vooraan de balk verschijnen voor een dorische modus. De acht modi van Cerreto zijn vatbaar voor transpositie van een grote secunde omlaag of een grote secunde omhoog, evenals een perfecte kwart omhoog (zoals al meer dan een eeuw erkend werd in verhandelingen).
In de 17e eeuw zien we ook dat theoretici in hun tractaten nog blijven reflecteren op voorgaande gebruiken, terwijl componisten steeds meer overgaan op het gebruik van mineur- en majeurtoonladders, wat o.a. te zien is aan de vaste voortekens, die niet meer refereren aan bijv. een dorische modus, waarbij in het stuk zelf een toevallig voorteken wordt gebruikt om de 6e toon te verlagen. In de 15e en 16e eeuw waren vaste voortekens een teken dat het ging om een transpositie. Een Cm toonsoort die met 2 mollen werd voorgetekent reflecteert dit denken in transposities.
Volgens Atcherson zou Alexander Frere in 1706 de eerste zijn die 7 mollen en kruisen voorschreef in zijn "les transpositions de musique raduites au naturel, par le secours de la modulation".
Het vormen van parallelle paren had verschillende vormen. In Engeland ontstond de majeur-mineur-parallel zoals we die nu nog kennen (A proposal to perform musick in perfect and mathematical proportions (London, 1688)) en ook het paar van mineur en majeur rond dezelfde finalis. In Frankrijk ontstond een paar tussen een majeurtoonladder en de dorische modus [met zijn kleine terts] die een hele toon hoger stond, bijvoorbeeld C majeur en D dorisch. 
Het loskoppelen van toonhoogte en de intervalstructuur van een modus was nodig om echt naar het principe van de toonsoort te kunnen ontwikkelen. Het lijkt erop dat dit In Engeland voor het eerst gebeurde. In Frankrijk verscheen van Saint Lambert in 1707 Nouveau traitt de l'accompagnement du clavecin, de l'orgue, et des autres instruments waarin hij voor het eerst buiten Engeland het idee van een tooncentrum omschrijft: "Deze finalis is altijd de grondtoon van de melodie en is als het ware de tonische noot." 
Naarmate Rameau het systeem van majeur/mineur toepaste op verwante toonsoorten in het supplement van zijn Traité de l'harmonie (1722), werd modale theorie een puur academische aangelegenheid (tenminste buiten de context van liturgische muziek).

## Benaming
De toonsoort wordt, ook in een Nederlandstalige tekst, vaak aangeduid met de Franse of Duitse benaming. De benamingen zijn:
| Duits      | dur of Dur         | moll of Moll        |
| Nederlands | grote terts, groot | kleine terts, klein |
| Frans      | majeur             | mineur              |
| Engels     | Major              | Minor               |
Al deze benamingen kunnen gecombineerd worden met de Nederlandse naam van het tooncentrum. Dan zeg je de toonaard. De toonaard is de bouw van een toonladder in een toonsoort (hier binnen het diatonische toongeslacht) op een absolute toonhoogte. Hieronder volgt een tabel van de belangrijkste tooncentra in andere talen, waarbij vooral voorzichtigheid is geboden bij de Duitse B.
| Duits[3]            | A  | B        | H  | C  | D  | Es       | E  | F  | Fis      | G   | As       |
| Nederlands          | A  | Bes      | B  | C  | D  | Es       | E  | F  | Fis      | G   | As       |
| Engels              | A  | B flat   | B  | C  | D  | E flat   | E  | F  | F sharp  | G   | A flat   |
| Frans               | la | si bémol | si | ut | ré | mi bémol | mi | fa | fa dièse | sol | la bémol |
| Nederlands (België) | la | si mol   | si | do | re | mi mol   | mi | fa | fa kruis | sol | la mol   |
Naast deze twee toonsoorten zijn er ook nog enkele oude kerkmodi of kerktoonsoorten, zigeunertoonladders en nog vele andere in de microtonale muziek en niet-westerse muziek (en dan ook niet binnen het diatonische toongeslacht).
Bij het benoemen van een grote-tertstoonladder gebruikt men in het Nederlands en in het Duits hoofdletters en bij kleine-tertstoonladder kleine letters. Dus “C grote terts” en “a kleine terts”. De toevoeging "grote terts" of "kleine terts" is daardoor in deze talen niet noodzakelijk, maar wordt meestal toch expliciet vermeld.
Tegenwoordig, met name in popmuziek-akkoordenschema's, is het ook gebruikelijk om de Engelse notitie aan te houden, waarbij de grondtoon altijd met een hoofdletter aangeduid wordt en slechts het toongeslacht met m voor mineur en M voor majeur aangeduid wordt.
In het Frans schrijft men meestal een kleine letter (ut, ré, mi), maar het komt ook wel voor dat de Fransen een hoofdletter gebruiken voor majeur.
De naam van elke toonaard volgt deze achtergrond. Met bijvoorbeeld de toonaard a-klein wordt bedoeld: de mineurtoonsoort met als grondtoon van de toonladder de toonhoogte la.
Door middel van voortekens wordt in de traditionele muzieknotatie het toonmateriaal vastgelegd. Een toonaard met drie mollen geeft verlagingen van de B, E en A aan, waarmee doorgaans de toonaarden c-klein en Es-groot genoteerd worden. In theorie kan men onbeperkt veel voortekens gebruiken, maar in de regel gaat men niet verder dan zes voortekens. De prelude en fuga nummer III uit Das wohltemperierte Klavier, bijvoorbeeld, is geschreven in Cis (zeven kruisen) maar wordt ook vaak in Des (vijf mollen) uitgegeven. Qua klank maakt dat door de gelijkzwevende stemming geen verschil.

## Karakter
Hector Berlioz en Richard Strauss schreven in hun instrumentatieleer het volgende over het karakter van elke toonaard (een toonsoort gekoppeld aan een toonhoogte als tonica). Natuurlijk zijn deze aanduidingen relatief: een treurige melodie in G klinkt uiteraard niet "nogal vrolijk". In de welgetempereerde stemming liggen alle afstanden tussen alle opeenvolgende hele en halve noten ongelijk van elkaar in tegenstelling tot de gelijkzwevende stemming. Hierdoor kan het voorkomen dat dezelfde noot een ander gevoel oproept bij een ander muziekstuk als dit in een andere toonaard staat. Deze noot is dan subtiel onreiner in relatie tot de grondtoon van de compositie. Er is in de vroegere stemmingen van reine octaven en kwinten namelijk een Pythagoreïsch kommaverschil in toonhoogte tussen bijvoorbeeld een reine Fis en een reine Ges. De kleur van een muziekstuk wordt in de welgetempereerde stemming naast de akkoord-opvolgingen en melodie bepaald door de grondtoon van de precieze ladder. In onderstaande tabel hebben de ongebruikelijke toonsoorten (meer dan zeven voortekens) een donkere achtergrond. De karakteromschrijvingen zijn van toepassing op de welgetempereerde stemming, in de tegenwoordig gebruikelijke evenredig zwevende stemming zijn de genoemde klankkleurkarakteristieken niet van toepassing.
| majeur | # / ♭ | karakter                                         |     | mineur | # / ♭                                                    | karakter |
| Ces    | 7♭    | edel, maar niet zo hel klinkend                  | ces | 10♭    | -                                                        |          |
| C      | geen  | ernstig, maar mat en somber                      | c   | 3♭     | duister, weinig helder klinkend (dof dus)                |          |
| Cis    | 7#    | minder somber, opvallender                       | cis | 4#     | tragisch, helder klinkend, voornaam                      |          |
| Des    | 5♭    | majestueus, romantisch klinkend                  | des | 8♭     | duister, weinig helder klinkend                          |          |
| D      | 2#    | opgewekt, rumoerig, maar wat gewoontjes          | d   | 1♭     | klagelijk, helder klinkend, wat gewoontjes               |          |
| Dis    | 9#    | mat                                              | dis | 6#     | mat                                                      |          |
| Es     | 3♭    | majestueus, tamelijk hel klinkend, zacht ernstig | es  | 6♭     | zeer somber en treurig                                   |          |
| E      | 4#    | glanzend, stralend, edel                         | e   | 1#     | schreeuwerig, gewoon                                     |          |
| Eis    | 11#   | -                                                | eis | 8#     | -                                                        |          |
| Fes    | 8♭    | -                                                | fes | 11♭    | -                                                        |          |
| F      | 1♭    | kernachtig, krachtig                             | f   | 4♭     | weinig helder klinkend, duister, heftig                  |          |
| Fis    | 6#    | glanzend, doordringend                           | fis | 3#     | tragisch, helder klinkend, doordringend                  |          |
| Ges    | 6♭    | minder glanzend, zachter                         | ges | 9♭     | -                                                        |          |
| G      | 1#    | nogal vrolijk, maar wat gewoontjes               | g   | 2♭     | zwaarmoedig, tamelijk helder klinkend, zacht             |          |
| Gis    | 8#    | mat, maar edel                                   | gis | 5#     | weinig helder klinkend, treurig                          |          |
| As     | 4♭    | zacht, gesluierd, zeer edel                      | as  | 7♭     | zeer mat, treurig, maar edel                             |          |
| A      | 3#    | glanzend, voornaam, blijmoedig                   | a   | geen   | tamelijk helder klinkend, zacht, treurig, tamelijk edel  |          |
| Ais    | 10#   | -                                                | ais | 7#     | -                                                        |          |
| Bes    | 2♭    | edel, maar zonder glans                          | bes | 5♭     | duister, mat, rauw, maar edel                            |          |
| B      | 5#    | edel, helklinkend, stralend                      | b   | 2#     | zeer helder klinkend, wild, wrang, onvriendelijk, heftig |          |
| Bis    | 12#   | -                                                | bis | 9#     | -                                                        |          |